# Sclerophrys latifrons
Sclerophrys latifrons – gatunek afrykańskiego płaza bezogonowego z rodziny ropuchowatych (Bufonidae).

## Taksonomia
Gatunek ten opisał w 1900 roku George Albert Boulenger, nadając mu nazwę Bufo latifrons. W 2006 roku Frost i inni przenieśli go do rodzaju Amietophrynus. Ohler i Dubois w 2016 roku wykazali, że nazwa Amietophrynus jest młodszym synonimem nazwy Sclerophrys.

## Występowanie
Zamieszkuje tereny położone w Afryce Środkowej nad Atlantykiem. Zajmuje więc zachodni Kamerun, prawie całą Gwineę Równikową (bez północno-wschodniego skrawka kraju), zachodni i środkowy Gabon, zachodnie Kongo i niewielki obszar w skrajnie zachodniej Demokratycznej Republice Konga. Jego obecność w angolskiej enklawie Kabinda i Nigerii nie została potwierdzona.
Zwierzę bytuje na dnie nizinnych wilgotnych lasów tropikalnych. Przebywa zazwyczaj blisko strumieni, zwłaszcza tych o żwirowych brzegach. Nie lubi polan ani lasów wtórnych.

## Rozmnażanie
Przebiega porą suchą w dużych strumieniach. Płazy potrzebują wtedy spokoju.

## Status
Gatunek wydaje się pospolity, zwłaszcza w pewnych obszarach Kamerunu i Gabonu, czego nie można powiedzieć o Gwinei Równikowej.
Liczebność spada ze względu na utratę i degradację siedlisk.
Największym zagrożeniem dla gatunku jest prawdopodobnie wylesianie.